# Aphodius unicornutus
Aphodius unicornutus là một loài bọ cánh cứng trong họ Scarabaeidae. Loài này được A.Schmidt miêu tả khoa học năm 1909.